# Calpurnii
Légende :
♦Patricien, ♦Plébéien, ♦Consulaire, ♦Sénatorial, ♦Équestre
Gens et Liste des gentes romaines
Les Calpurnii sont les membres d'une ancienne famille plébéienne romaine, la gens Calpurnia.

## Origines
D'après Plutarque, les Calpurnii prétendent descendre de Calpus, le troisième fils du roi Numa Pompilius.
La gens Calpurnia n'atteint le consulat qu'après la deuxième guerre punique avec Caius Calpurnius Piso, consul en 180 av. J.-C.

## Branches etcognomina
Les cognomina de cette famille, sous la République, sont Flamma, Crassus, Bestia, Bibulus et Piso. Cette dernière branche se divise elle-même en deux, les Caesonini et les Frugi. La branche des Pisones devient une des familles les plus illustres de Rome.
Les membres de cette famille ont laissé leur nom à deux lois, la Lex Calpurnia et la Lex Acilia Calpurnia.

## Principaux membres

### Sous la République

#### Les premiersCalpurnii
- Marcus Calpurnius Flamma, tribun militaire en 258 av. J.-C.
- Calpurnius Crassus, légat sous les ordres de Marcus Atilius Regulus en 256 av. J.-C. lorsque celui-ci débarque en Afrique et s'empare de Tunis[2]. Il aurait été capturé par les Massyles mais se serait échappé grâce à l'intervention de la fille du roi, Bisaltia[a 2].

#### Branche desCalpurnii Pisones
- Caius Calpurnius, (v.-270 - ?)
  - Caius Calpurnius Piso, (v.-250 - ap.-210), préteur urbain en -211, propréteur d'Etrurie en -210;
    - Caius Calpurnius Piso, (v.-220 - -180), consul en 180 av. J.-C.
      - Lucius Calpurnius Piso Caesoninus, (v.-190 - ap.-148), consul en 148 av. J.-C.[n 1],[3];
        - Lucius Calpurnius Piso Caesoninus, (v.-155 - -107), consul en -112
          - Lucius Calpurnius Piso Caesoninus, (v.-128 - ap.-90)
            - Lucius Calpurnius Piso Caesoninus, (v.-100 - ap.-43), consul en -58
              - Calpurnia, (v.-75 - ap.-44), troisième et dernière épouse de Jules César;
              - Lucius Calpurnius Piso Caesoninus, (-48 - 32), consul en -15;
                - Calpurnia, (v.-25 - ?), épouse de Lucius Nonius Asprenas;

          - ? Caius Calpurnius Piso, (v.-110 - ap.-59), consul en -67

      - Quintus Calpurnius Piso, consul en -135

    - Lucius Calpurnius Piso, (v.-220 - ap.-198)
      - Lucius Calpurnius Piso Frugi, (v.-176 - ap.-120), consul en -133
        - Lucius Calpurnius Piso Frugi, (v.-150 - -111), préteur en Hispanie Ultérieur en -113[b 1];
          - Lucius Calpurnius Piso Frugi, (v.-115 - ap.-74), tribun de la plèbe en -89, préteuren -74;
            - Caius Calpurnius Piso Frugi, (v.-88 - -57), questeur en -58;

          - Marcus Pupius Piso Frugi Calpurnianus, (v.-110 - ap.-61), consul en -61, fils adoptif d'un Marcus Pupius;
            - Marcus (Calpurnius) Piso Frugi, (v.-85 - ap.-44), préteur en -44;
              - Marcus Licinius Crassus Frugi, (v.-48 - ap.-8), consul en -14, fils adoptif de Marcus Licinius Crassus;
                - Marcus Licinius Crassus Frugi, (v.-6 - 47), consul en 27;
                  - Cnaeus Pompeius Magnus, (v.23 - 47);
                  - ? (Licinia), (v.25/30 - ?), épouse un (Rupilius);
                  - Licinia Magna, (v.30 - ?), épouse de Lucius Calpurnius Piso;
                  - Marcus Licinius Crassus Frugi, (v.31 - 66/7), consul en 64;
                    - ? Marcus Licinius Scribonianus Camerinus, (v.50/5 - ?);
                      - ? Licinia Cornelia Volusia Torquata, (v.70/5 - ?), épouse de Lucius Volusius (Saturninus);

                    - Caius Calpurnius Frugi Licinianus, (v.55 - ap.117), consul suffect en 87;
                      - ? Caius Calpurnius Piso Crassus Frugi Licinianus, (v.95 - v.120);

                    - ? Licinia Praetextata, (v.55 - ?), vestale;
                    - ? (Lucius Calpurnius Piso Frugi Licinianus), (v.60 - v.90);
                      - ? Calpurnia Praetextata, (v.85 - ?), vestale;
                      - ? Calpurnia Lepida, (v.90 - v.115), épouse de Servius Cornelius Scipio;

                  - Licinius Crassus Scribonianus, (v.33 - 70), Marcus Antonius Primus lui offre l’empire mais il refuse[a 3].
                  - Lucius Calpurnius Piso Licinianus, (v.38 - 15/1/69), fils adoptif de Galba;

  - ? Cnaeus Calpurnius Piso, officier en Sicile durant la deuxième guerre punique;
    - Cnaeus Calpurnius Piso, magistrat monétaire;
      - Cnaeus Calpurnius Piso, (v.-180 - ap.-139), consul en -139;
        - Cnaeus Calpurnius Piso, (v.-155 - ?);
          - Cnaeus Calpurnius Piso, (v.-100 - -64);
            - Cnaeus Calpurnius Piso, (v.-66 - ap.-23), consul suffect en -23;
              - Cnaeus Calpurnius Piso, (-44 - 20), consul en -7[b 2];
                - Lucius Calpurnius Piso, (v.-6 - ap.70), consul en 27;
                  - Lucius Calpurnius Piso, (v.25 - 70), consul en 57;
                    - ? Lucius Calpurnius Piso, (v.55 - 97/106), consul suffect en 97;
                      - ? Caius Calpurnius Piso, (v.77 - ap.111), consul en 111;
                        - Servius (Calpurnius Scipio Orfitus), (v.110 - ?)
                          - Servius Calpurnius Scipio Orfitus, (v.138 - ap.172), consul en 172;
                          - Lucius Calpurnius Piso, (v.141 - ap.175), consul en 175;

                    - Calpurnia, (v.55 - ap.70), épouse Calpurnius Galerianus;

                - Marcus Calpurnius Piso, (v.-2 - ap.20), légat en Syrie sous les ordres de son père;
                  - ? Calpurnia, (v. 25 - ?), épouse de Marcus Valerius Messalla Corvinus

              - Lucius Calpurnius Piso, (v.-34 - 24), consul en -1;
                - ? Lucius Calpurnius Piso, (v.-5 - 25), légat juridique d'Hispanie Citérieur en 25;
                - ? Caius Calpurnius Piso, (v.5/10 - 5/65), consul suffect vers 43, échoua à s'emparer du pouvoir en 65.
                  - Calpurnius Galerianus, (v.45 - 69);

#### Branche desCalpurnii Bibuli
- Caius Calpurnius, (v.-125 - ?);
  - Marcus Calpurnius Bibulus, (v.-100 - -48), préteur en -62, consul en 59 av. J.-C., proconsul de Syrie, partisan de Pompée;
    - Marcus Calpurnius Bibulus, (v.-75 - -50);
    - Calpurnius Bibulus, (v.-70 - -50);
    - Lucius Calpurnius Bibulus, (v.-68 - -32), préteur désigner en -36;
      - Domitia Calvina, (v.-45 - ?), épouse de Marcus Iunius Silanus;

    - Calpurnia, (v.-65 - ?), épouse de Marcus Valerius Messalla Corvinus;
    - Calpurnius Bibulus, (v.-55 - ?), auteur;

### Sous l'Empire

#### Calpurnii Longi
- Lucius Calpurnius Longus, (v.40 - ?), sénateur romain;
  - Calpurnia Paulla, épouse de Caius Caristanius Fronto;

#### Calpurnii Proculi
Les Calpurnii Proculi sont originaires d'Ancyre, en Galatie.
- Publius Calpunius Proculus Cornelianus, (v. 120 - ap. v. 164), légat propréteur de Dacie, consul suffect[b 3]
  - Lucius Calpurnius Proculus, (v. 145 - ap. v. 190), consul suffect, proconsul d'Asie[b 4];

#### Calpurnii Ceii
- Caius Calpurnius Ceius Aemilianus, (v. 160/70 - ap. v. 190), tribun laticlave de la legio II Adiutrix[b 5]
  - ? Calpurnia Ceia Aemiliana, (v. 195 - ?), épouse de Quintus Aradius Rufinus Optatus Aelianus[b 6],[b 7]

#### Autres
- Marcus Calpurnius, consul suffect en 96
- Publius Calpurnius Macer Caulius Rufus, consul suffect en 103
- Publius Calpurnius Atilianus, consul en 135
- Caius Bellicius Calpurnius Torquatus, consul en 148
- Sextus Calpurnius Agricola, consul suffect en 154
- Lucius Calpurnius Fidus Aemilianus, (v. 180 - ap. v. 210), questeur de Crète et Cyrénaïque, tribun de la plèbe, préteur[b 8]
- Servius Calpurnius Domitius Dexter, consul en 225[b 9]
- Calpurnius Iulianus, (v. 190 - ap. v. 225), légat de la Legio V Macedonica, légat d'Auguste propréteur de Moesie[b 10]
- Calpurnius Piso Frugi, dit « Pison », un usurpateur en 260

### Autres
- Titus Calpurnius Siculus, poète latin du Ier siècle